# Aenictus steindachneri
Aenictus steindachneri é uma espécie de formiga do gênero Aenictus.